# 黄溪乡 (南充市)
黄溪乡，是中华人民共和国四川省南充市高坪区曾经下辖的一个乡。2019年10月，撤销黄溪乡和马家乡，将其所属行政区域划归东观镇管辖。

## 行政区划
黄溪乡撤销前下辖以下地区：
黄溪村、黄岭沟村、莲花石村、灵观音村、高坡村、白岩店村、铜鼓坝村、响水滩村、鸡公梁村、双河口村和棕树桥村。